# Folkert Siemens
Folkert Siemens (* 24. Mai 1970 in Weener, Ostfriesland) ist ein deutscher Journalist.

## Leben
Siemens absolvierte nach dem Abitur am Teletta-Groß-Gymnasium in Leer eine Ausbildung zum Gärtner bei der Baumschule Hesse in Weener/Ostfriesland. Anschließend studierte er Landschaftsarchitektur an der Fachhochschule Osnabrück und sammelte während des Studiums erste journalistische Erfahrungen als freier Mitarbeiter der Rheiderland-Zeitung sowie des Fachmagazins Naturschutz und Landschaftsplanung. Nach seinem Abschluss als Diplom-Landschaftsplaner absolvierte er ein Zeitungsvolontariat bei der Rotenburger Rundschau. Anschließend war er als Redakteur für die Zeitschrift Mein schöner Garten im BurdaVerlag tätig. Später übernahm er als Head of Content die redaktionelle Leitung der Websites mein-schoener-garten.de und haus.de. Am 1. Januar 2022 wurde er Chefredakteur der Zeitschrift Das Haus und übernahm am 1. Mai 2023 außerdem die Chefredaktion der Zeitschrift Mein schöner Landgarten.